# Ölmühle (Dentlein am Forst)
Ölmühle ([ˈøːlˌmyːlə] ) ist ein Gemeindeteil des Marktes Dentlein am Forst im Landkreis Ansbach (Mittelfranken, Bayern). Ölmühle liegt in der Gemarkung Dentlein am Forst.

## Geographische Lage
Die Einöde liegt etwa einen Kilometer südlich der Ortsmitte von Dentlein und etwas weniger bachaufwärts der ersten Häuser von linksseits Großohrenbronn und rechtsseits der Erlmühle am rechten Ufer des auch Erlbach genannten, südwärts zur Sulzach laufenden Leitenbachs. Der von einer kleinen östlichen Bachschlinge halb umrundete Ort hat zwei Hausnummern und einige landwirtschaftliche Nebengebäude. In der Bachmulde grenzen Wiesen an den auf etwa 456 m ü. NHN liegenden Ort, gegenüber entwässert eine Teichkette in den Bach, westwärts liegt etwas Feldflur an, hinter der aber schon bald der Dentleiner Forst einsetzt.
Ein Wirtschaftsweg führt nach Kleinohrenbronn zur Kreisstraße AN 52 (0,6 km südwestlich) bzw. zur AN 53 (0,7 km nordöstlich), die nach Dentlein (1 km nördlich) bzw. nach Erlmühle verläuft (0,7 km südlich).

## Geschichte
Der Ort lag ursprünglich im Fraischbezirk des ansbachischen Oberamtes Feuchtwangen. Von 1797 bis 1808 unterstand der Ort dem Justiz- und Kammeramt Feuchtwangen. Mit dem Gemeindeedikt (frühes 19. Jahrhundert) wurde die Ölmühle dem Steuerdistrikt und der Ruralgemeinde Dentlein zugeordnet.

## Einwohnerentwicklung
| Jahr      | 001818 | 001840 | 001861 | 001871 | 001885 | 001900 | 001925 | 001950 | 001961 | 001970 | 001987 | 002003 | 002017 |
| Einwohner | 4      | 4      | 9      | 6      | 6      | 8      | 5      | 7      | 6      | 5      | 5      | 6      | 3      |
| Häuser    | 1      | 1      |        |        | 1      | 1      | 1      | 1      | 1      |        | 1      |        |        |
| Quelle    | [ 7 ]  | [ 8 ]  | [ 9 ]  | [ 10 ] | [ 11 ] | [ 12 ] | [ 13 ] | [ 14 ] | [ 15 ] | [ 16 ] | [ 17 ] | [ 18 ] | [ 1 ]  |

## Religion
Der Ort ist evangelisch-lutherisch geprägt und bis heute nach St. Ursula (Dentlein am Forst) gepfarrt. Die Einwohner römisch-katholischer Konfession sind nach St. Raphael (Großohrenbronn) gepfarrt.